# Amiri Baraka
Amiri Baraka   (Newark, 7 d'octubre de 1934 - Newark, 9 de gener de 2014), anteriorment conegut com a LeRoi Jones i Imamu Amear Baraka, va ser un escriptor estatunidenc de poesia, teatre, ficció, assaigs i crítica musical. Va ser autor de nombrosos llibres de poesia i va ensenyar a diverses universitats, com ara la Universitat de Buffalo i la Universitat de Stony Brook. Va rebre el premi PEN/Beyond Margins el 2008 per Tales of the Out and the Gone. Les obres de teatre, la poesia i els assajos de Baraka han estat descrits pels estudiosos com a textos definitoris de la cultura afroamericana.
La trajectòria artística de Baraka va abastar gairebé 52 anys, i els seus temes van des de l'alliberament negre fins al supremacisme blanc. Entre els seus poemes més destacats hi ha «The Music: Reflection on Jazz and Blues», «The Book of Monk» i «New Music, New Poetry», obres que tracten temes de l'àmbit de la societat, la música i la literatura.
La poesia i l'escriptura de Baraka han rebut tant elogis com crítiques. Influït per Malcolm X, a la comunitat afroamericana, alguns comparen Baraka amb James Baldwin i el reconeixen com un dels escriptors negres més respectats i amb més publicacions de la seva generació, tot i que d'altres han dit que la seva obra és una expressió de violència, misogínia i homofòbia. El breu mandat de Baraka com a Poeta Laureat de Nova Jersey (2002-2003) va generar controvèrsia per una lectura pública del seu poema «Somebody Blew Up America?», que va provocar acusacions d'antisemitisme per la seva afirmació que els governs dels Estats Units d'Amèrica i Israel tenien coneixement per avançat dels atemptats de l'11 de setembre de 2001.